# قره-ساز (شهرستان قوچقار)
قره-ساز (به قرقیزی: Кара-Саз، قارا ساز) یک منطقهٔ مسکونی در قرقیزستان است که در شهرستان قوچقار واقع شده‌است. قره-ساز ۱٬۳۷۲ نفر جمعیت دارد و ۱٬۹۸۵ متر بالاتر از سطح دریا واقع شده‌است.